# Tortolì
Tortolìⓘ ([tortoˈli], pol. uproszczona: tortoli) – miejscowość i gmina we Włoszech, w regionie Sardynia, w prowincji Nuoro.
Według danych na rok 2019 gminę zamieszkiwało 10769 osób, 267 os./km².
Graniczy z Arzana, Bari Sardo, Elini, Girasole, Ilbono, Lotzorai i Villagrande Strisaili.